# 츠구나가 모모코
츠구나가 모모코(嗣永桃子, 1992년 3월 6일 ~ )는 일본의 가수, 방송인이다. 전 헬로! 프로젝트 키즈의 일원이자, 전 컨트리걸즈의 플레잉 매니저, 최연장자, 전 Buono!의 리더이다. 연예사무소 전 업프런트 프로모션 소속. 닉네임은 모모치, 모모, 피-칫치, 츠구나가 프로 등이 있다.

## 인물, 에피소드
- 상당히 체격이 작아, 2006년 8월에 시미즈 사키가 자신의 신장을 초월한 이후, 현재 Berryz코보에서는 최단신.
- 체격은 작으나, 「Hello! Project SPORTS FESTIVAL」에서 뜀틀 11단을 넘는 등의 우수한 신체능력을 보유. '구기종목은 잘 못하나, 풋살에 전력을 다하겠다'고 발언한 적이 있음.
- 만화를 좋아하여, 자기 방에는 만화책, 잡지 등이 대량으로 쌓여있어, 부모가 버리려고 한 적도 있다고 한다.
- 녹차를 못마신다. 본인은 미도리차(みどり茶) 라고 부른다 원래 표기는 료쿠챠(緑茶,りょくちゃ)이나, 록(綠)자를 음독인 료쿠(りょく) 가 아닌 훈독인 미도리(みどり)로 읽었기 때문.
- 2007년 3월 6일에는 토다(戶田) 경정장(競艇場)에서 제12레이스에서 츠구나가 「모모코 탄신 15주년 기념」이라는 명목으로 협찬 레이스가 개최됐다.
- 무언가를 잡을때는 항상 새끼손가락을 세우는 버릇이 있어, 헬로! 프로젝트 선배들로부터는 따라하기 장난으로 많이 사용한다. 2007년 1월 개최된 원더풀하츠 콘서트에서, MC 부분 中 야구치 마리가 강제로 새끼손가락을 접어보려 했으나 다시 서버리는 장면이 몇번씩 반복되었다.
- Buono!의 연애♡라이더 PV를 찍을 때 검지 손가락에 힘이 너무 많이 들어가서 새끼 손가락으로 시도를 해 보았는데 통과가 된 적도 있다.
- 츠구나가 프로 란 츠구나가 모모코의 언행과 거동을 표현한 일부 팬들의 은어였으나, 2008년 5월 20일 메론키넨비의 무라타 메구미가 '츠구나가 프로구만'이라는 언급을 시초로, 이후 헬로! 프로젝트 멤버들에게 전파되었다.
- 핑크색을 좋아한다.
- 기립!례!착석!이 종료되고, 푸리푸리 프린세스가 시작되면서, 츠구나가 헌법이, 신(新) 츠구나가 헌법이라는 이름으로 푸리푸리 프린세스 코너 시작 전에 하나씩 발표되고 있다. 따로 그림도 없고 설명도 별로 길지 않아 츠구나가 헌법보다 재미가 덜한 면도 있지만 여전한 모모코의 센스가 엿보인다.
- 2007년 7월 21일, 나츠야키 미야비(Buono!서브리더.PINK CRES.리더)와 스즈키 아이리 (℃-ute)와 Buono! (보노)로 활동 중.
- 친구 시미즈 사키.스도우 마아사).쿠마이 유리나.스가야 리사코.마노 에리나(솔로).나츠야키 미야비(Buono!서브리더.PINK CRES.리더).야지마 마이미.스즈키 아이리.친한 후배 후쿠무라 미즈키(모닝구무스메리더).타케우치 아카리(스마이레지더블서브리더)/모모치는 쿠마이 유리나가 지어준 별명이다.
- 2017년 6월 30일, 아오우미 야외 특설 회장에서 행해진 본인 라스트 라이브 공연「츠구나가 모모코 라스트 라이브 ♥고마워 이 모모치♥」를 기해 컨트리걸즈와 헬로! 프로젝트 졸업. 동시에 연예계 은퇴[1].

## 츠구나가 헌법
- 츠구나가 헌법(嗣永憲法)이라고 불리는, 츠구나가 자신이 만든 행동지침 비슷한 것을, Berryz코보의 라디오프로그램 기립! 례! 착석!에서 자주 발언한다. 강제력은 없어 다른 멤버들에게는 적용되지 않는다.

0조 누군가의 생일에는 0시에 문자 메시지를 보낸다
1조 테스트의 점수는 묻지말것
2조 녹차는 미도리차로 읽어라
3조 곱빼기의 반대말은 작은배기
4조 기를 불어넣을 때에는 자신의 이름을 붙여서 『○○파워』라고 쓸것!(예:모모코 파워!)
8조 타코야키는 문어와 빵 부분을 발라먹을것.
10조「주스에 얼음을 넣지 않는다」
11조 샤프심은 한 개씩 넣는다
15조 케이크 조각은 딸기를 먼저 먹는다
17조 티켓은 4자리 숫자가 써있는 쪽에 구멍을 뚫지 말 것.
24조 츠구나가 모모코를 어린애 취급 하지말것
27조 밴드에이드(Band-aid, 반창고)는 반소코에이드로 부른다.
30조 귤껍질은 가지런히 별모양이 되도록 노력할 것.
39조 앞머리를 한가할 때 체크한다.
43조 펜은, 색이 섞이지 않도록 한다.
52조 기립! 례! 착석!이 끝나고 K타로의 레코멘(라디오 프로그램)을 즐기도록 한다.
55조 사과는 소금물에 절이지 않는다
56조 지우개는 끝부분을 잘라 쓴다
63조 설탕과 소금을 제대로 확인하고 요리할 것
67조 계란초밥은 계란과 밥을 따로 먹는다.
73조 생일축하 노래를 부를 때, Dear 뒷부분에 뭐라고 불러야할지 미리 정한다.
78조 (라면 따위에서)'표시선까지 물을 부어주세요'의 표기부분보다 적게 물을 붓는다.
80조 립크림은 둥그렇게 쓴다.
91조 양치질 중에 말하지 않는다.
132조 일기장에는 반드시 자물쇠를 채운다.
147조 겨울에는 난로 근처인 특등석을 따낼것.
214조 발렌타인 데이에 받은 초콜릿은, 맛없더라도 '맛있다'고 할 것
231조 머리의 매듭은 신나게!
500조 500엔짜리 동전은 새것을 쓰고 오래된것은 보관해둔다!

## 활동

### 백댄서
- 후지모토 미키 「부기트레인 '03」 (PV 수록, 싱글V 수록)

### TV 프로그램
- 무스메DOKYU! (2005년 4월 28일 - 29일, 5월 4일 - 5월 6일, 테레비도쿄)
- 베리큐! (2008년 3월 13일 - 10월 3일, 테레비도쿄)
- 요로센! (2008년 10월 6일 - 2009년 3월 27일, 테레비도쿄)
- 미녀방담 (2009년 5월 28일 · 6월 4일, 테레비도쿄)
- 수학♥여자학원 (2012년 1월 11일 - 3월 28일, 니혼테레비) - 하라주쿠 토모코 역
- 오하스타 (2014년 4월 10일 - 2015년 3월 26일, 테레비도쿄) - 목요일 고정 출연

### 라디오
- Berryz코보 츠구나가 모모코의 푸리푸리 프린세스 (2009년 4월 7일 - 2014년 4월 6일, 분카방송)

### 영화
- 강아지 단 이야기 (2002년 12월 14일, 도에이)
- Promise Land ~ 클로버즈의 대모험 ~ (2004년 7월 17일 - 9월 5일, 후지테레비 오다이바 모험왕 2004에서)
- 고멘나사이 (2011년 10월 29일)
- 왕게임 (2011년 12월 17일, BS-TBS)

### 인터넷 착신
- 도카도카 7 (Youtube, 토카토카 7 채널, 2008년 6월 30일 - )
- 후지비지 (2012년 1월 9일, 후지테레비 공식 홈페이지 내「후지비지」후지비지 네비게이터)

### 사진집
- momo (2007년 6월 20일 발매, 와니북스) ISBN 978-4-8470-4018-4
- momo16 (2008년 3월 19일 발매, 카도카와 그룹 퍼블리싱) ISBN 978-4-04-895015-2
- 복숭아 열매(桃の実) (2008년 11월 21일 발매, 와니북스) ISBN 978-4-8470-4138-9
- momochiiii (2009년 8월 21일 발매, 와니북스) ISBN 978-4-8470-4192-1
- 모모치 도감(ももち図鑑) (2010년 10월 20일 발매, 와니북스) ISBN 978-4-8470-4322-2
- 스무살 모모치(はたち ももち) (2012년 3월 6일 발매, 와니북스) ISBN 978-4-8470-4444-1
- 모모치의 기모치(ももちのきもち) (2013년 6월 22일 발매, 와니북스)
- 모모치(ももち) (2017년 3월 6일 발매, 와니북스) ISBN 978-4-8470-4899-9
- 츠구나가 모모코 졸업 앨범(嗣永桃子卒業アルバム) (2017년 6월 30일 발매, 와니북스) ISBN 978-4-8470-4927-9

### DVD/Blu-ray
- momo only。(2008년 12월 3일, 피콜로타운)
- momo ok。(2009년 9월 9일, 피콜로타운)
- 모모치 DVD 도감(ももち DVD図鑑) (2010년 10월 27일, 피콜로타운)
- 모모프레♡(ももプレ♡) (2011년 3월 20일, e-LineUP! 한정 판매)
- 모모프레2 ~서브아이돌예정~(ももプレ2 ～サブタイトル未定～) (2011년 12월 23일, e-LineUP! 한정 판매)
- 모모치 스무살(ももち はたち) (2012년 4월 25일, 피콜로타운)
- 모모프레3 -Rest Another Day- (2013년 3월 6일, e-LineUP! 한정 판매)
- 이 모모치 in 오키나와(おふももち in 沖縄) (2017년 6월 21일, 피콜로타운)
- 츠구나가 모모코 메모리얼 이벤트 모모카타리(嗣永桃子メモリアルイベント ももがたり) (2017년 9월 13일)
- 츠구나가 모모코 라스트 라이브 ♥고마워 이 모모치♥(嗣永桃子ラストライブ ♥ありがとう おとももち♥) (2017년 10월 25일, 피콜로타운)

### CD
- 嗣永桃子アイドル15周年記念アルバム♡ありがとう おとももち♡ (2017년 6월 21일)

### CM
- 피자라
  - 프랑스 출산 카망베르 치즈와 엄선 4종 햄의 비 더「카만댄스편」(츠구나가 모모코 ver.) (2009년 7월 - 12월)

### 이벤트 · 라이브
- 츠구나가 모모코 메모리얼 이벤트 모모카타리 (2017년 4월 18일 ~ 20일, 시나가와 프린스 스텔라 홀)
- 츠구나가 모모코 라스트 라이브 ♥고마워 이 모모치♥ (2017년 6월 30일, 아오우미 야외 특설 회장)

## 참가 유닛
- Berryz코보 (2004년 - 2015년)
- Buono! (보노) (2007년 - 2017년)
- 컨트리걸즈 (2014년 - 2017년)